# Carlo Filago
Pour les articles homonymes, voir Filago.
Carlo Filago (ou Fillago) (Rovigo, 8 août 1589 – Venise, 23 octobre 1644), est un organiste et compositeur italien.

## Biographie
Élève de Luzzasco Luzzaschi, entre 1601 et 1607, il a quitté Rovigo pour s'installer à Trévise, où il est resté jusqu'à 1623 et où est devenu organiste de la cathédrale et de l'église de l'hôpital de S. Giacomo . Son service à la chapelle de la cathédrale a été caractérisée par de nombreux désaccords avec ses supérieurs. En 1621, un conflit a éclaté avec le maître de chapelle Amadio Freddi qui l'accuse d'avoir donné des concerts dans le seul but d'étaler sa virtuosité à l'orgue. Le chapitre après consultation avec l'évêque, a décidé que l'organiste, tout en étant employé par le maître de chapelle, s'est vu autorisé à donner des concerts « tout à la gloire de Dieu, au service de l'Église et à la réputation de la musique ». 
En 1623, Carlo Filago laisse Trévise, en raison des conflits perpétuels avec le maître de chapelle Amadio Freddi (environ 1594-1634), et il s'installe à Venise, où il est immédiatement devenu premier organiste de la Cappella Marciana, alors dirigée par Claudio Monteverdi. Son salaire de départ, fixé d'abord à 120 ducats, a été porté en 1639 à 200 ducats. En 1631 il est également devenu organiste et chef de chœur de la basilique des Saints Jean et Paul, et dans diverses autres églises et institutions.
Carlo Filago est mort en 1644, dans la pauvreté.

## Œuvres
L'œuvre de Filago comprend des motets, des concerts spirituels et des œuvres mineures religieuses dans le style concertato.
- Motecta... liber primus, per 1-4 voci (1611)
- Cantiones sacrae, liber primus (1611)
- Sacrarum cantionum, liber tertius, per 2-6 voci e organo (1619)
- Madrigali del Signor Cavaliero Anselmi nobile di Treviso per 2-3 voci e basso continuo (1624)
- 4 mottetti (1624)
- Sacri concerti per sola voce e basso continuo Op.4 (1642)

## Source de la traduction
- (it) Cet article est partiellement ou en totalité issu de l’article de Wikipédia en italien intitulé « Carlo Filago » (voir la liste des auteurs).